# Konami Cobra System
Konami Cobra System es una placa de arcade creada por Konami destinada a los salones arcade.

## Descripción
El Konami Cobra System fue lanzada por Konami en 1997.
Posee un procesador PowerPC 603e trabajando a 100 MHz. y un sub-procesador PowerPC 403GA trabajando a 33 MHz.
En esta placa solo funcionó 1 título.

## Especificaciones técnicas

### Procesador
- PowerPC 603e @ 100 MHz 
  - Sub-procesador PowerPC 403GA @ 33 MHz

### Video
- Custom IBM OpenGL board based on graphics options for the RS/6000 series workstations
- PowerPC 604 @ 100 MHz (T&L)
- Resolución 640 x 400
- Colours : 16 bit Color x 2
- Raster System : 144 bits/pixel Frame Buffer including 16 bit Color x 2, 8 bit Alpha, 32bit Depth (Floating Point Z-buffers), 12 bit Stencil, 256 Level alpha Blending, Polygon & Wire Frame Rasterization
- Rendering : 1-5 Million Polygons/sec, 50-250 Million Pixels/sec,
- Capabilitys : Anti-aliasing by Subpixel Sampling, Flat Shading, Gouraud Shading, Up to 8 Light Sources consisting of parallel light , point light, & spot light, Linear Fog, Exponential Fog, Particle Emulation, 6 Clip Planes, Mapping with Perspective Correction, Mipmap Support ,Bilinear & Trilinear Filtering, Real-time Texture Loading System

### Audio
- 68EC000 @16 MHz

Chips de Sonido:
- - Ricoh RF5C400 PCM 32 Chanales, 44.1 kHz Stereo, Efectos 3D Spatializer
  - TMS57002 effects DSP

## Lista de videojuegos
- Fighting Bujutsu : Wu-Shu